# 晦山戒顯
戒顯禪師（1610年—1672年），明末清初臨濟宗高僧。號晦山，靈隱具德弘禮禪師法嗣。婁東（今江蘇太倉）王氏子。世壽六十三，僧臘二十九，戒臘二十八。年三十四捨俗出家，先後於千華三昧老人、具德弘禮禪師門下參學。得弘禮心印密契。順治八年應請住雲居山，重振叢林，興殘起廢，復立清規，大開法筵，著書立說頗豐，誠為一待宗師。圓寂後，依師遺囑葬其衣缽於靈隱，其遺骸由徒燕雷元鵬迎歸雲居山，於青龍窩建塔樹碑。

## 史傳
- 〈戒顯禪師〉，頁106-107，第四編人物志，第二章歷代住持，《雲居山新志》。

## 著作語錄
- 〈傳戒正範序〉[2]
- 〈列祖提綱錄敘〉[3]
- 《禪門鍛鍊說》，一卷。[4]
- 《現果隨錄》，四卷。[5]
- 〈荊州天王禪寺中興碑記〉[6]
- 〈靈隱晦山顯禪師復劒叟昰和尚書〉[7]

## 引用資料
1. ↑  〈戒顯禪師〉，頁106，第四編人物志，第二章歷代住持，《雲居山新志》。
2. ↑   收於《傳戒正範》卷首，《卍續藏》X60。CBETA, X60, no. 1128, p. 626a3-b5：http://cbeta.org/result/normal/X60/1128_001.htm。 （页面存档备份，存于）
3. ↑  收於《列祖提綱錄》卷首，《卍續藏》X64。CBETA, X64, no. 1260, p. 1a3-b6：http://w3.cbeta.org/result2/normal/X64/1260_001.htm%5B%5D
4. ↑  收於《卍續藏》X63。CBETA, X63, no.1259, pp. 774b5- 786b5：.   [2011-03-16]. （原始内容存档于2008-10-13）.
5. ↑  收於《卍續藏》X88。CBETA, X88, no. 1642 ：http://cbeta.org/result/normal/X88/1642_001.htm%5B%5D
6. ↑  收於《天王水鑑海和尚六會錄》卷10，《嘉興藏》J29。CBETA, J29, no. B230, p. 284a11-b20：http://taipei.ddbc.edu.tw/sutra/JB230_010.php。 （页面存档备份，存于）
7. ↑  收於《法門鋤宄》卷1，《卍續藏》X86。CBETA, X86, no. 1604, p. 490b1-22：.   [2011-03-16]. （原始内容存档于2010-06-21）.

## 外部連結
- 人名規範資料庫：https://web.archive.org/web/20120618031035/http://dev.ddbc.edu.tw/authority/person/index.php 〈戒顯〉，ID No ：A004077
- 佛光大辭典第三版名相釋文：https://web.archive.org/web/20110319201445/http://etext.fgs.org.tw/etext6/search-1.htm 〈戒顯〉
- DDBC Integrated Search：http://‧isearch.ddbc.edu.tw/%5B%5D 〈晦山戒顯〉，〈戒顯〉
- 雲居山塔院巡禮：https://web.archive.org/web/20150128112821/http://dev.ddbc.edu.tw/yunjushan/ 2011.3.29